# Comité Olímpico de Portugal
O Comité Olímpico de Portugal (COP) MHIH é a entidade máxima do desporto em Portugal. Foi fundado a 30 de abril de 1912. Foi a 13.ª nação a juntar-se ao Movimento Olímpico. É responsável pela organização dos desportos olímpicos e regula as competições que qualificam os atletas para as provas dos Jogos Olímpicos.

## História
Este nasceu da Sociedade Promotora de Educação Física Nacional, fundada em 1909, e tinha como objetivo a participação de Portugal nos Jogos Olímpicos de 1912, em Estocolmo. Em 1919, o Comité foi reconhecido por decreto assinado pelo ministro da Instrução Pública, Dr. Canto e Castro, e foi-lhe concedido um subsídio.
A 27 de maio de 2015, foi feito Membro-Honorário da Ordem do Infante D. Henrique.

## Membros
O Comité Olímpico de Portugal é composto por Federações Olímpicas, Federações Não Olímpicas e Membros Extraordinários.